# Swift Engineering

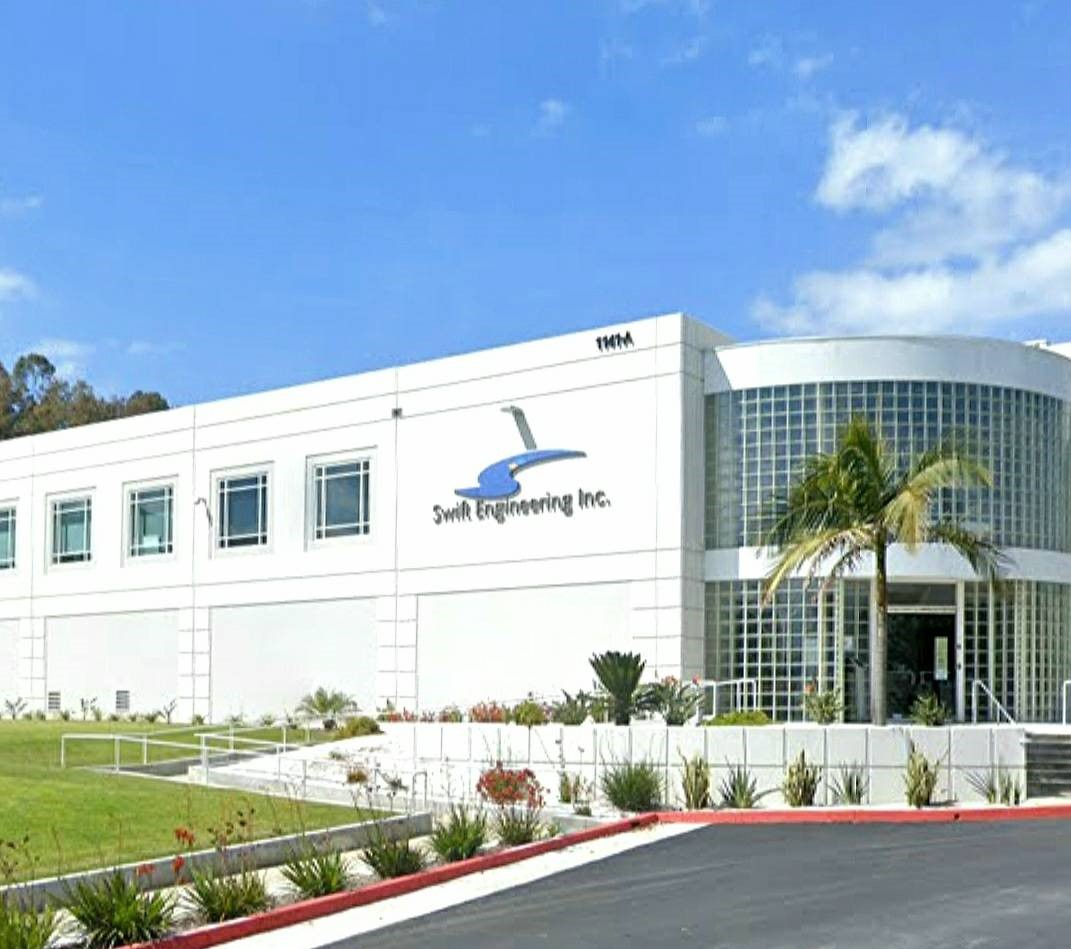
Hauptsitz von Swift Engineering in San Clemente

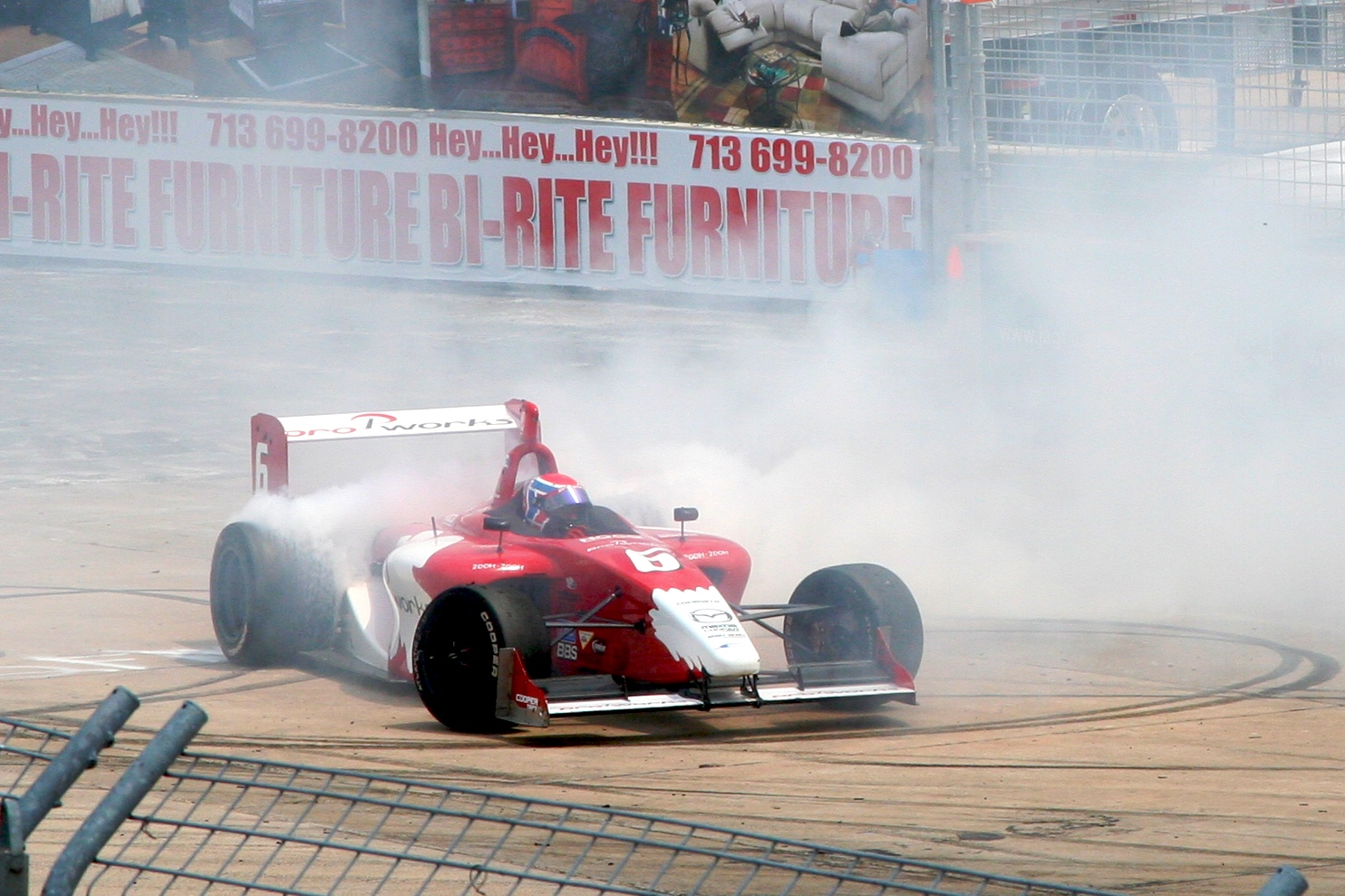
Raphael Matos nach einem Sieg in der Formel-Atlantic-Meisterschaft 2007; mit dem Swift-Einheitschassis 016a

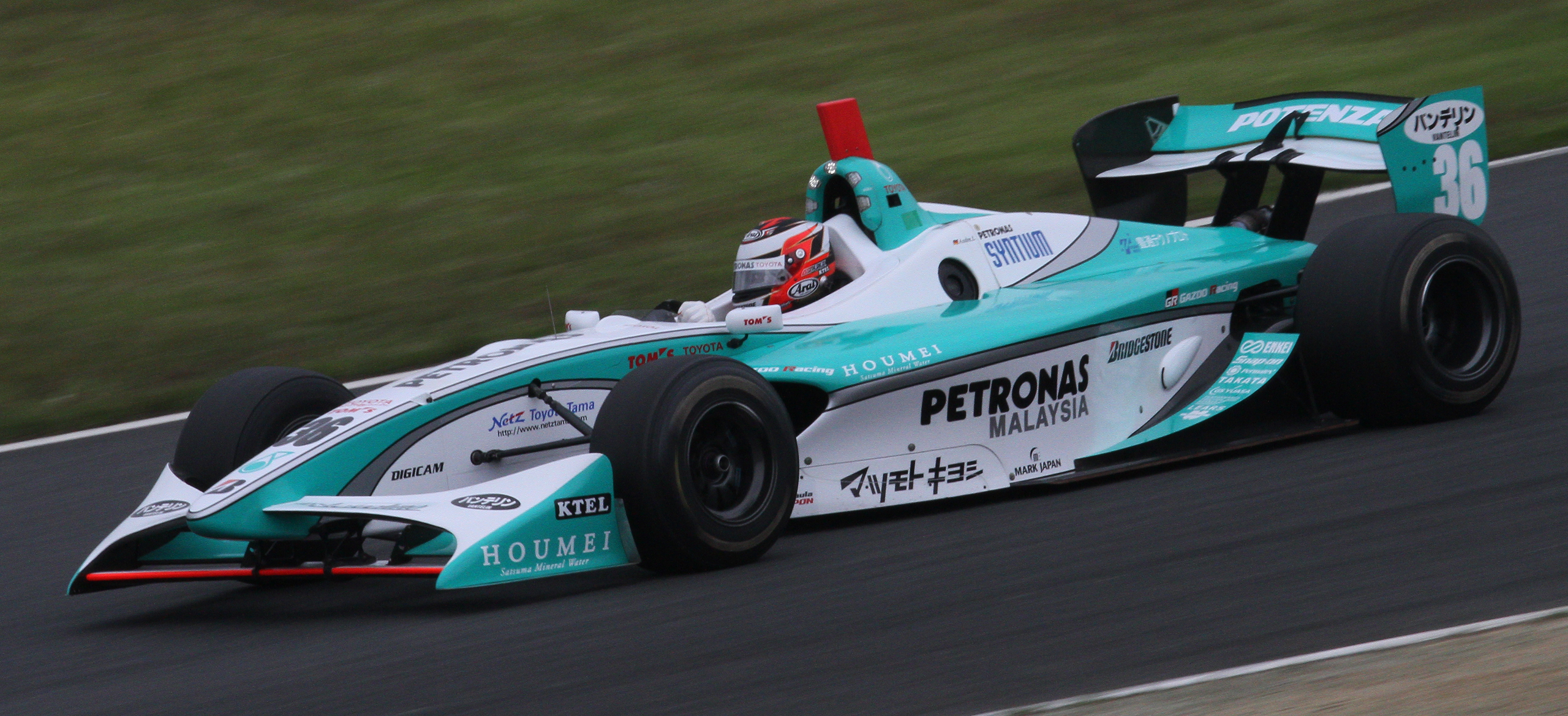
André Lotterer im Formel-Nippon-Swift 2010

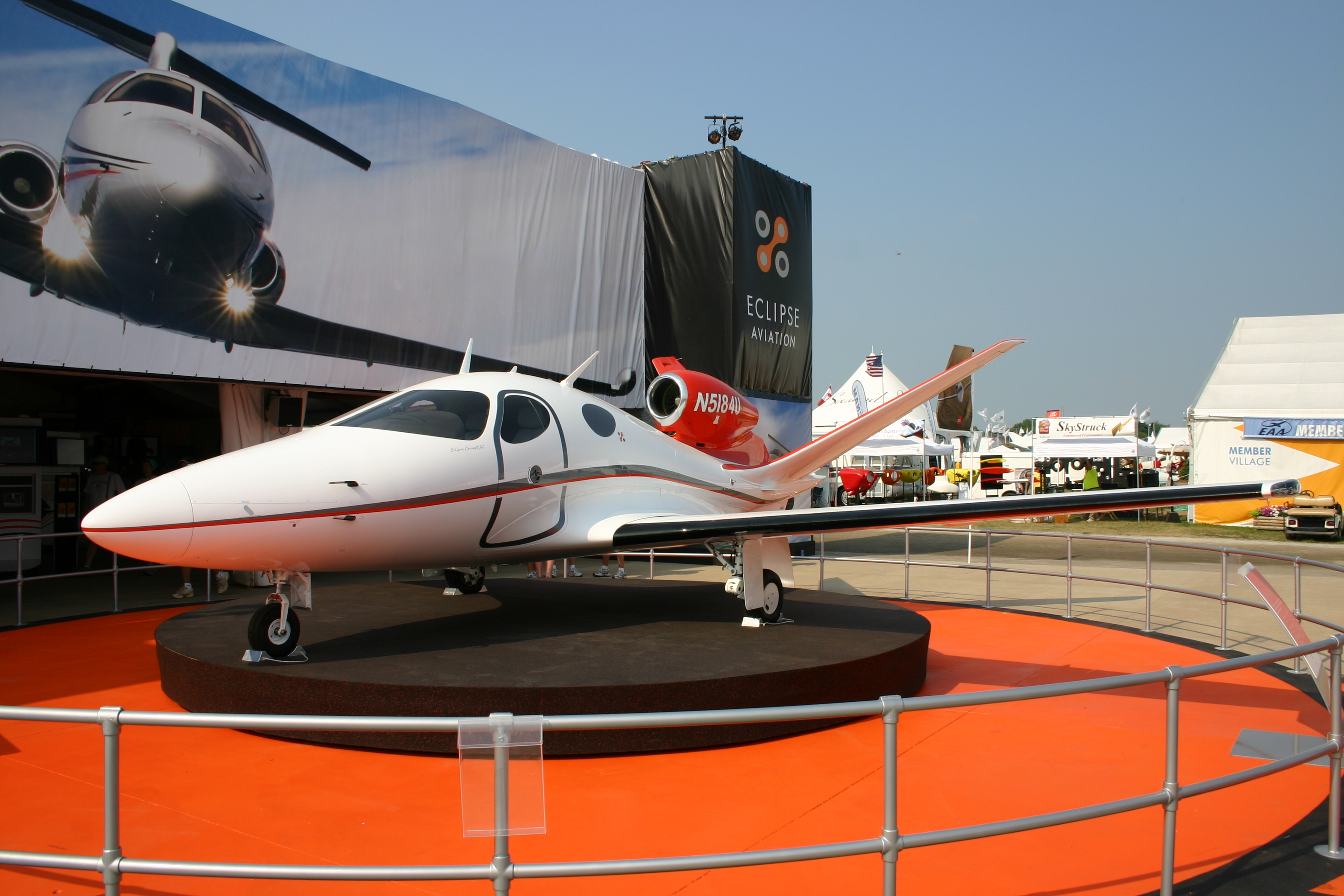
Die von Swift Engineering gebaute Eclipse 400

Swift Engineering ist ein US-amerikanischer Chassis-Hersteller im Monoposto-Rennwagenbau und Produzent von Minijets.

## Das Unternehmen
Swift Engineering wurde 1983 von den vier US-Amerikanern  David Bruns, Alex Cross, R. Smith und Paul White im kalifornischen St. Clemente mit dem Ziel gegründet, Einheitschassis für diverse Monoposto-Rennserien zu entwickeln. Begonnen hat das Unternehmen mit der Produktion von Formel-Ford-Chassis, die in der US-amerikanischen Formel-Ford-1600-Meisterschaft zum Einsatz kamen. Es folgten Fahrzeuge für die Formel-Ford-2000-Meisterschaft, die Formel Atlantic und die CART-Serie. Zuletzt produzierte Swift – das Unternehmen hat bisher mehr als 500 Rennfahrzeuge hergestellt – die Einheitschassis für die Atlantic-Serie sowie aktuell für die Formel Nippon.

## Erfolge
Durch die Einheitschassis sind Erfolge von Swift in den diversen Rennserien naturgemäß zahlreich. Anders war das in der CART-Serie, wo Swift 1991 mit viel Sponsorgeld von Panasonic ein erstes Chassis für den Japaner Hiro Matsushita baute. Von 1997 bis zum Ablauf der Saison 2000 belieferte Swift Newman/Haas Racing exklusiv mit Fahrzeugen. Gefahren wurden die Wagen von Michael Andretti und Christian Fittipaldi. Insgesamt bestritten Swift-CART-Rennwagen 182 Rennen, wovon fünf gewonnen wurden. Der letzte Fahrer mit einem Swift-Fahrzeug in dieser Rennserie war der Brasilianer Tarso Marques.

## Flugzeugbau
2007 engagierte sich Swift im Flugzeugbau. Das Unternehmen baute als Auftragsarbeit von Eclipse Aviation den Minijet Eclipse 400. Nach der Insolvenz von Eclipse Aviation 2008, wurde das Projekt jedoch nicht weiter verfolgt.